# North Ayrshire
Pour les articles homonymes, voir Ayrshire.
Le North Ayrshire (en gaélique écossais : Siorrachd Inbhir Àir a Tuath) est une des 32 divisions administratives de l’Écosse. Elle représente une grande partie de l’ancien comté d’Ayrshire.

## Circonscription

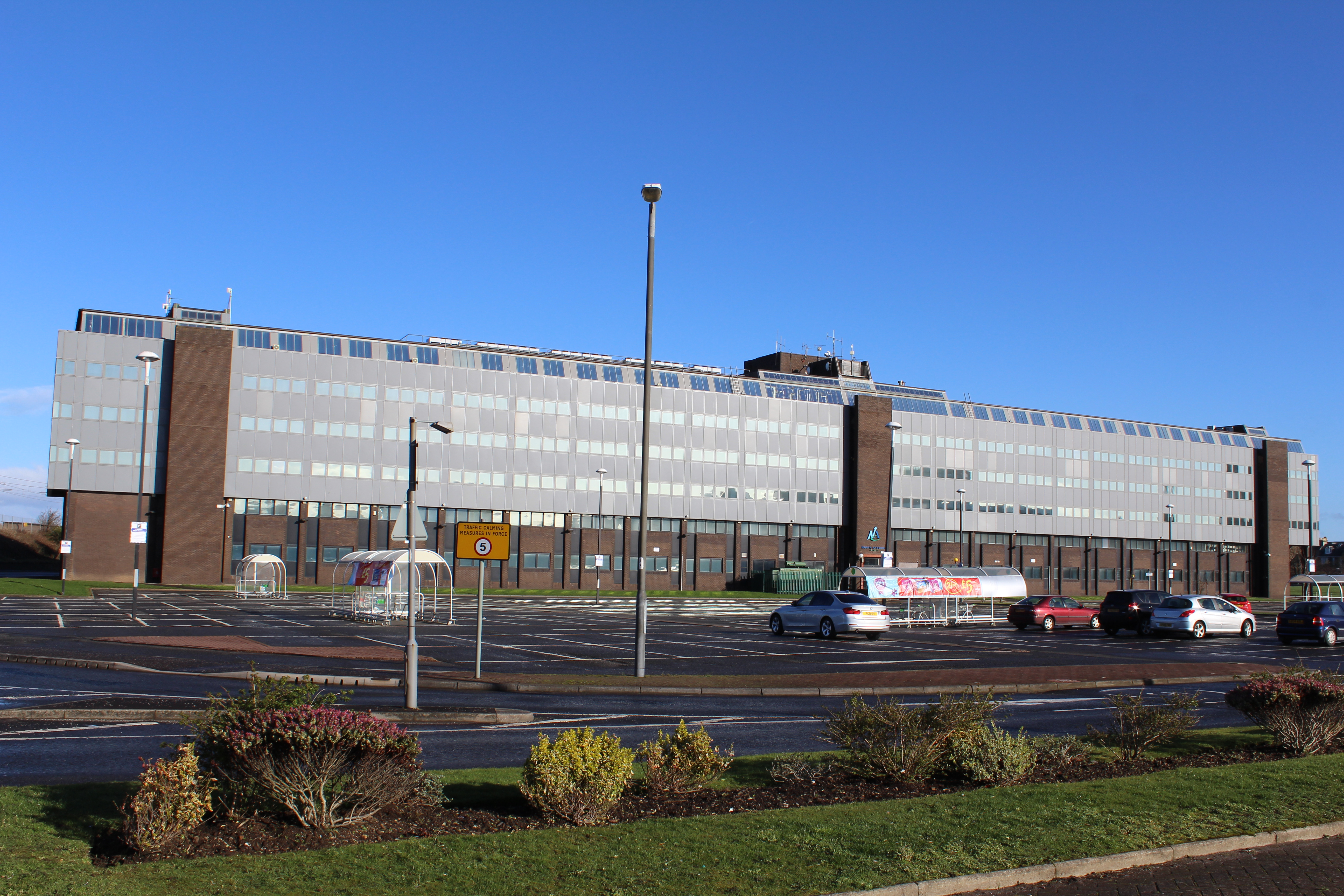
Cunninghame House, Irvine, est le siège du conseil du North Ayrshire.

Le North Ayrshire est frontalier du Renfrewshire à l’est, de l’East Ayrshire et du South Ayrshire au sud. Le North Ayrshire possède l'île d'Arran et également quelques îles dans le Firth of Clyde telles que Great Cumbrae et Little Cumbrae.
Le North Ayrshire a été créé en 1996 à partir de l’ancien district de Cunninghame.
Avec une superficie de 885 km², le North Ayrshire est la 17e division administrative de l’Écosse et 15e par sa population (136 020). Sa capitale administrative est Irvine.
Deux élus représentent le North Ayrshire au parlement britannique et deux autres au parlement écossais. Le parti en place actuellement dans le North Ayrshire est le Parti travailliste.

## Carte
| \| Localisation du North Ayrshire en Écosse \| Firth of Clyde Mer d'Irlande Île d'Arran Île de Bute Holy Island Great Cumbrae Inchmarnock Little Cumbrae Pladda Goat Fell Ardrossan Beith Blackwaterfoot Brodick Claonaig Dalry Dreghorn Fairlie Irvine Kilbirnie Kilwinning Lamlash Largs Lochranza Millport Sannox Skelmorlie Stevenston West Kilbride Whiting Bay |
| Localisation du North Ayrshire en Écosse |

| Localisation du North Ayrshire en Écosse |

| \| Localisation du North Ayrshire en Écosse \| Firth of Clyde Mer d'Irlande Île d'Arran Île de Bute Holy Island Great Cumbrae Inchmarnock Little Cumbrae Pladda Goat Fell Ardrossan Beith Blackwaterfoot Brodick Claonaig Dalry Dreghorn Fairlie Irvine Kilbirnie Kilwinning Lamlash Largs Lochranza Millport Sannox Skelmorlie Stevenston West Kilbride Whiting Bay |
| Localisation du North Ayrshire en Écosse |

| Localisation du North Ayrshire en Écosse |